# Theridion rostriferum
Theridion rostriferum là một loài nhện trong họ Theridiidae.
Loài này thuộc chi Theridion. Theridion rostriferum được Eugène Simon miêu tả năm 1895.